# Wang Bao'an
 (février 2025).
La mise en forme du texte ne suit pas les recommandations de Wikipédia : il faut le « wikifier ».
Les points d'amélioration suivants sont les cas les plus fréquents :
- Les titres sont pré-formatés par le logiciel. Ils ne sont ni en capitales, ni en gras.
- Le texte ne doit pas être écrit en capitales (les noms de famille non plus), ni en gras, ni en italique, ni en « petit »…
- Le gras n'est utilisé que pour surligner le titre de l'article dans l'introduction, une seule fois.
- L'italique est rarement utilisé : mots en langue étrangère, titres d'œuvres, noms de bateaux, etc.
- Les citations ne sont pas en italique mais en corps de texte normal. Elles sont entourées par des guillemets français : « et ».
- Les listes à puces sont à éviter, des paragraphes rédigés étant largement préférés. Les tableaux sont à réserver à la présentation de données structurées (résultats, etc.).
- Les appels de note de bas de page (petits chiffres en exposant, introduits par l'outil «  Source ») sont à placer entre la fin de phrase et le point final[comme ça].
- Les liens internes (vers d'autres articles de Wikipédia) sont à choisir avec parcimonie. Créez des liens vers des articles approfondissant le sujet. Les termes génériques sans rapport avec le sujet sont à éviter, ainsi que les répétitions de liens vers un même terme.
- Les liens externes sont à placer uniquement dans une section « Liens externes », à la fin de l'article. Ces liens sont à choisir avec parcimonie suivant les règles définies. Si un lien sert de source à l'article, son insertion dans le texte est à faire par les notes de bas de page.
- La présentation des références doit suivre les conventions bibliographiques. Il est recommandé d'utiliser les modèles {{Ouvrage}}, {{Chapitre}}, {{Article}}, {{Lien web}} et/ou {{Bibliographie}}. Le mode d'édition visuel peut mettre en forme automatiquement les références.
- Insérer une infobox (cadre d'informations à droite) n'est pas obligatoire pour parachever la mise en page.

Pour une aide détaillée, merci de consulter Aide:Wikification.
Si vous pensez que ces points ont été résolus, vous pouvez retirer ce bandeau et améliorer la mise en forme d'un autre article.
Wang Bao'an (chinois : 王保安 ; pinyin : Wáng Bǎo'ān ; né en décembre 1963) est un ancien homme politique chinois, membre du parti communiste chinois, directeur du Bureau national des statistiques depuis avril 2015. Le 26 janvier 2016, Wang a été placé sous enquête par la Commission centrale d'inspection de la discipline.

## Biographie

### Carrière
Wang Bao'an est né dans le comté de Lushan, au Henan, en décembre 1963. Il est devenu secrétaire du bureau général du ministère des finances en 1991 et secrétaire du bureau général de l'administration fiscale de l'État (AFE) en 1994. En 1997, Wang est devenu vice-directeur du bureau général de la SAT, puis vice-directeur du bureau général du ministère des Finances en 1998.
En février 2012, il a occupé le poste de vice-ministre du ministère des finances et est devenu directeur du Bureau national des statistiques (BNS) en avril 2015.

### Chute
Le 26 janvier 2016, dans le cadre de la campagne anti-corruption amorcée par Xi Jinping, Wang a été placé sous enquête par la Commission centrale d'inspection de la discipline (CCID) pour « violations graves des règlements » et a été exclu du Parti communiste chinois le 26 août 2016. Dans son dossier disciplinaire, la CCID a indiqué que Wang « n'avait pas l'once de véritables convictions politiques, qu'il s'était engagé dans des activités superstitieuses pendant de longues périodes [...], qu'il avait exprimé des opinions contraires à celles du Parti communiste chinois », a exprimé des opinions contraires à l'esprit du centre du parti sur des questions majeures, a résisté aux enquêtes ; a fréquenté des lieux de divertissement haut de gamme, s'est engagé dans des transactions argent contre sexe et pouvoir contre sexe, a utilisé son pouvoir et son influence pour obtenir des gains illicites pour ses proches [...] et a accepté des pots-de-vin et des cadeaux». Wang a été condamné à la prison à vie pour avoir accepté des pots-de-vin d'une valeur de 153 millions de yuans, le 31 mai 2017.
Il est l'un des hauts cadres du parti communiste chinois à avoir été purgé.